# Communauté de communes du Pays d’Ornans
Die Communauté de communes du Pays d’Ornans (kurz CCPO) war ein französischer Gemeindeverband mit der Rechtsform einer Communauté de communes im Département Doubs in der Region Bourgogne-Franche-Comté. Sie wurde am 29. Dezember 1998 gegründet und umfasste zuletzt 22 Gemeinden. Der Verwaltungssitz  befand sich im Ort Ornans.

## Historische Entwicklung
Mit Wirkung vom 1. Januar 2016 wurde die Gemeinde Bonnevaux-le-Prieuré nach Ornans eingemeindet und zu einer Commune nouvelle gleichen Namens vereinigt. 
Am 1. Januar 2017 wurde der Gemeindeverband mit den Communautés de communes Amancey-Loue-Lison und du Canton de Quingey zur neuen Communauté de communes Loue-Lison zusammengeschlossen.
Abweichend davon wurde Charbonnières-les-Sapins nach Étalans eingemeindet und gehört seither zur Communauté de communes du Pays de Pierrefontaine-Vercel.

## Ehemalige Mitgliedsgemeinden
1. Cademène
2. Chantrans
3. Charbonnières-les-Sapins
4. Chassagne-Saint-Denis
5. Châteauvieux-les-Fossés
6. Durnes
7. Échevannes
8. Foucherans
9. L’Hôpital-du-Grosbois
10. Lavans-Vuillafans
11. Lods
12. Malbrans
13. Mérey-sous-Montrond
14. Montgesoye
15. Mouthier-Haute-Pierre
16. Ornans (Commune nouvelle)
17. Saules
18. Scey-Maisières
19. Tarcenay
20. Trépot
21. Villers-sous-Montrond
22. Vuillafans

## Geographie
Der zentrale Teil des Gebietes der ehemaligen Communauté de communes du Pays d’Ornans wird vom Tal der Loue eingenommen. Sie entwässert das Gebiet nach Westen zum Doubs und ist 200 bis 400 m tief in die umgebenden Plateaus und Höhen eingeschnitten. Die Loue besitzt eine Reihe von kurzen Seitenbächen, deren Erosionstäler ebenfalls tief in die Plateaus eingesenkt sind. Die steilen Talhänge werden an ihrer Oberkante an vielen Orten von einem Felsband aus widerstandsfähigem Kalkstein gesäumt, das besonders in Geländevorsprüngen markant hervortritt. Flankiert wird das Tal der Loue im Südwesten vom Plateau von Amancey, im Nordosten vom Plateau von Valdahon. Beide Plateaus liegen auf rund 600 bis 700 m über dem Meeresspiegel und steigen gegen Südosten leicht an. Deren südöstliche Abgrenzung bildet mit der Malvaux-Antiklinale ein Höhenrücken des Faltenjuras, der eine Höhe von 930 m erreicht. Während der Höhenrücken und die steilen Talhänge vorwiegend bewaldet sind, werden die Plateaus landwirtschaftlich genutzt (insbesondere Milchwirtschaft und Viehzucht, in tieferen Lagen auch Ackerbau). Das Gebiet des Gemeindeverbandes deckte sich nahezu mit demjenigen des Kantons Ornans. Ausnahmen sind die Gemeinden Guyans-Durnes, Voires und Longeville, welche zum Kanton gehören, aber nicht Teil des Gemeindeverbandes waren.

## Aufgaben
Zu den Aufgaben des Gemeindeverbandes gehörten die Schaffung von Arbeitsplätzen, die wirtschaftliche Entwicklung, die gemeindeübergreifende Koordination von Gewerbezonen, die Müllabfuhr, die Trinkwasseraufbereitung und die Abwasserreinigung, der Bau und Unterhalt von kulturellen und sportlichen Einrichtungen, die Entwicklung und Förderung des Tourismus, der Naturschutz, der öffentliche Dienst und das Schulwesen auf Grundschulebene.